# 96-та зенітна ракетна бригада (Україна)
96-та зенітна ракетна Київська бригада (96 ЗРБр, в/ч А2860) — формуванням військ ППО у складі Повітряних Сил України, структурно належить до Повітряного командування «Центр». Завдання частини — охорона повітряного простору Правобережної України.

## Історія
У 1992 році 96-та зенітна ракетна бригада Радянської армії перейшла під юрисдикцію України і увійшла до складу її Збройних сил.
Указом Президента України 1998 року частині присвоєно почесне найменування «Київська».
Підрозділи 96-ї бригади дислокуються на території Київської області. Основним завданням бригади в мирний час є бойове чергування з протиповітряної оборони столиці України, Київської греблі, Чорнобильської АЕС.
Техніка частини брала участь у військовому параді до Дня Незалежності України 2014 року.
2 лютого 2016-го пополудні під час патрулювання території поблизу селища Спірне Артемівського району військовики підірвалися на «розтяжці». Сержант Геннадій Самусь загинув від численних уламкових поранень, ще 4 поранених доставлені до шпиталю у Сватовому. Тоді ж загинув солдат Леонід Козороз.
У липні 2020 року ДБР провело обшуки, та вилучило клістрони - критичні деталі систем ППО. Військові тоді назвали такі дії "підривом обороноздатності країни".   ГПУ повідомила про повернення деталей ППО у декілька частин, лише у червні 2022 року. 

### Російське вторгнення 2022 року
Із перших днів російського вторгнення 2022 року 96-та зенітна ракетна бригада захищала небо центральної України та Києва зокрема. 24 лютого росіяни ударили по позиціях бригади 26 ракетами. Попри те, що частину техніки в ту атаку пошкодили, бригада не зупиняла бойової роботи ні на день.
15 червня 2022 року бригада відзначена почесною відзнакою «За мужність та відвагу».
4 травня 2023 року, о 02:35, в небі над Київщиною був вперше збитий Х-47 «Кинджал». Для бригали це було неочікувано, тому що літак-носій МіГ-31К бойових параметрів не мав, але вийшов на рубіж пуску і здійснив пуск. Бригада, за словами командира Сергія Яременка, «дуже обережно» застосовувала ЗРК Patriot. На той час комплекс тільки-но надійшов до бригади і його ретельно ховали від засобів радіоелектронної, оптоелектронної розвідки. Після пуску було обмаль часу на те, щоб уточнити характеристики цілі, але командир після доповіді про балістику дав дозвіл на застосування Patriot. Ціль знищили на висоті близько 10 кілометрів. За словами Яременка, для Росії запуск «Кинджала» був дуже тонким моментом, оскільки їй було важливо зберігати міф про неможливість перехоплення «Кинджала», і тому вони зробили запуск зненацька. В ЗСУ планували певний час приховувати інформацію про його збиття, але інформація пройшла по ЗМІ: експерти за певними ознаками визначили, що було збиття саме «Кинджала».
16 травня 2023 року, близько 3 години ночі, росіяни за 4 хвилини запустили одночасно 16 балістичних цілей. Їхньою ціллю був комплекс Patriot у Києві, із 16 цілей 6 або 10 були згодом ідентифіковані як ракети Х-47 «Кинджал». Розрахунки протиповітряної оборони знищили всі. Так був розвіяний міф про неможливість перехоплення «Кинжала», оскільки це вже не була випадковість.
Станом на 2024 рік, за даними командира бригади, всі «Кинджали» (понад 20), які були запущені по Києву, були успішно перехоплені після постановки ЗРК Patriot на бойове чергування на початку травня 2023 року.

## Озброєння
- MIM-104 Patriot[10]

## Командування
- 1992—1994: полковник Абросимов Павло Васильович
- 1994—1999: полковник Іжутов Володимир Леонідович
- 1999—2001: полковник Мачок Віктор Олексійович
- 2001—2003: полковник Шамко В'ячеслав Євгенович
- 2003—2006: полковник Бескутський Микола Анатолійович
- 2006—2009: полковник Вознесенський Сергій Васильович
- 2009—2012: полковник Доброскок Володимир Анатолійович
- 2012—2016: полковник Ставський Юрій Миколайович[11]
- 2016—2019: полковник Білик Всеволод Георгійович[12]
- 2019—2020: полковник Коваль Сергій Іванович[джерело?]
- 2020—2022: полковник Мараховський Олексій Олексійович[джерело?]
- з 2022: полковник Яременко Сергій Володимирович[13]

## Втрати
- 24 лютого 2022 — Мельник Олександр Анатолійович, майор.

## Традиції
«Освячені вогнем» — гасло бригади.